# 吳由姬
吳由姫（12月4日—），日本漫畫家，千葉縣出生，Ａ型。
出道作品為1999年的漫畫。之後擔任KOEI發行的女性向戀愛模擬遊戲「金色琴弦」之人物設定，同名漫畫亦於日本漫畫月刊《LaLa》連載中，並於2006年10月改編成TV動畫。

## 漫画
-  （2000年刊登于《LaLa DX》）
- （在日本漫画月刊《LaLa》2000年2月号刊载）
-  （2000年刊登于《LaLa DX》）
- 《ever after 》（2000年刊登于《LaLa DX》）
- 《Another World》（2001年刊登于《LaLa DX》）
- （2001年刊登于《LaLa DX》）
- （2002年刊登于《LaLa DX》）
- （2002年刊登于《LaLa DX》）
- 《金色琴弦》（在日本漫画月刊《LaLa》、《LaLa DX》，17册完）
- 《菩提樹寮的抒情調 ～金色琴弦系列～》（菩提樹寮のアリア〜金色のコルダシリーズ〜）（2011年 - 2013年、LaLa，全4巻）
- 《金色琴弦 Blue♪Sky》（金色のコルダ Blue♪Sky）（2013年 - 2014年、LaLa，全2巻）
- 《手塚學園》（手塚学園）（アンソロジー、2014年，全1巻）
- 《遊星的惡作劇》（遊星のフール）（2014年 - 2015年、LaLa，全1巻）
- 《她和他的週末》（彼女と彼の週末）（2015年 - 2017年、AneLaLa，全1巻）
- 《金色琴弦4 -four-》（金色のコルダ4）（2016年、LaLa DX，全1巻）
- 《金色琴弦 大學生篇》（金色のコルダ 大学生編）（2018年 - 連載中、LaLa DX，中文版2021年6月時已出版3巻）

## 游戏人设
- 金色琴弦系列

## Character Book
- 金色琴弦 Character Book（2007年、白泉社）

## 外部連結
- （日語）